# Kapince
Kapince est un village de Slovaquie situé dans la région de Nitra.

## Histoire
Première mention écrite du village en 1261.

## Démographie

### Évolution de la population
| Année:               | 1994. | 2004. | 2014.   | 2024.   |
| -------------------- | ----- | ----- | ------- | ------- |
| Nombre de personnes: | 193   | 193   | 187     | 172     |
| Différence:          |       | +0 %  | -3,10 % | -8,02 % |

| Année:               | 2023. | 2024.   |
| -------------------- | ----- | ------- |
| Nombre de personnes: | 178   | 172     |
| Différence:          |       | -3,37 % |